# Роналд Рос
 Сър Роналд Рос (на английски: Ronald Ross, Рицар на ордена на банята, Член на кралското научно дружество) е британски лекар, носител на Нобелова награда за физиология или медицина през 1902 г. за работата си върху маларията.
Неговото откритие е на маларийния плазмодий в стомашно-чревния тракт на комарите от рода Anopheles. То води до осъзнаването, че маларията се предава от анофелес и полага основите за борба с болестта.

## Биография
Роден е на 13 май 1857 година в Алмора, Индия, той е най-големият от десетте деца на сър Кембъл Клеъл Грант Рос, генерал от британско-индийската армия и Матилда Шарлот Елдъртън. Неговият дядо подполковник Хю Рос има малария и момчето е решено да намери лек за болестта.
На 8-годишна възраст е изпратен в Англия, за да живее с леля си и чичо си на остров Уайт. От ранно детство той развива страст към поезията, музиката, литературата и математиката. Завършва средното си образование в училище-интернат в Спрингхийл, близо до Саутхамптън. Започна да следва медицина в Лондон през 1875 г.
Завършва през 1880 г. и се присъединява към Индийската медицинска служба през 1881. Започва проучванията си върху маларията през 1892 г.
Умира на 16 септември 1932 година в Лондон на 75-годишна възраст.